# Полтавський ґебіт
Полта́вський ґебі́т, окру́га Полта́ва (нім. Kreisgebiet Poltawa «Полтавська округа») — адміністративно-територіальна одиниця Генеральної округи Київ часів Другої світової війни, утворена німецькою окупаційною владою на території Полтави та чотирьох передвоєнних районів Полтавської області: Нехворощанського, Новосанжарського, Полтавського, Решетилівського. Полтавський ґебіт офіційно утворено 1 вересня 1942 року. Фактично припинив існування з вигнанням нацистських загарбників з адміністративного центру ґебіта міста Полтава 23 вересня 1943 року.

## Передісторія
У вересні 1941 року вся Полтавщина опинилася в зоні воєнних дій. Надії стримати ворога на лінії Дніпра більше не було. Хоча Полтава для командування Червоної Армії не вважалася важливим стратегічним пунктом, який потрібно було втримати будь-якою ціною, та все ж бої в її околицях були запеклими. Надвечір 16 вересня 1941 року німецькі танки і мотопіхота вступили до Нових Санжар. Ослаблені в боях 169-та мотострілецька і 34-та кавалерійська дивізії відійшли до Старих Санжар і Малої Перещепини, де спробували закріпитися на нових оборонних лініях, але мобілізовані на окопні роботи полтавці не встигли їх закінчити. На підмогу радянським дивізіям було надіслано 10-ту танкову бригаду у складі чотирьох танків «KB» і 39 «Т-70». Однак радянське командування не зуміло використати їх ударну силу і розпорошило танки між трьома дивізіями Червоної армії. 
У Полтаву німці вступили вранці 18 вересня з боку Мачух по тодішній вулиці Фрунзе. Опору вони не зустріли, тому що радянські війська напередодні відійшли на правий берег Ворскли. Скориставшись тимчасовим безвладдям, у центрі міста в цей час жителі грабували покинуті магазини і склади, хапаючи все, що потрапляло під руку: сірники, сіль, цукор, борошно та інші продукти харчування. Охорона тюрми, що містилася по вулиці Фрунзе (нині — Європейській), розбіглася, а слідом і карні злочинці, які перебували там. Вони також поповнили лави мародерів. Територія кондитерської фабрики нагадувала вулик: безліч полтавців заполонила її цехи, відшукуючи їстівне. Повидло, варення, патоку несли додому у відрах, мисках, коробках і навіть у зроблених із паперу пакетах. Німців ніхто не зустрічав. Серед полтавців панувало тривожне очікування: що принесе їм нова влада? 
Наступного дня окупанти порозвішували на парканах розпорядження німецького військового командування про розстріл на місці за грабежі і мародерство.
По полтавських селах у проміжку після відступу радянських військ і до приходу німецьких колгоспники розбирали по домівках громадське майно, яке радянські органи влади не встигли евакуювати, і збирали врожай на полях, адже покинуті напризволяще Червоною Армією і радянською владою селяни дбали самі за себе як могли.
До весни 1942 року Полтавщина безпосередньо підпорядковувалася німецькому військовому командуванню у зв'язку з близькістю до лінії фронту. Згодом військову адміністрацію змінила цивільна, яка 1 вересня 1942 року набула форми Полтавського ґебітскомісаріату — цього дня о 12.00 було офіційно оголошено про утворення Полтавського ґебіту.

## Окупаційний режим

### Становище населення
Як і за радянських часів, у період німецько-нацистської окупації полтавці фактично перебували на становищі кріпаків. З перших і до останніх днів діяла комендантська година, за її порушення людей могли розстріляти на місці, населенню заборонялося самовільно залишати місця постійного проживання. За будь-яку провину представники окупаційної влади нещадно карали полтавців. Штрафи з приводу і без приводу накладалися як у грошовій формі, так і у формі примусових робіт. Полтавці жили в умовах постійного страху і терору. Поряд із репресивними заходами загарбники розгорнули широкомасштабну ідеологічну обробку населення з метою переконати його, що німецька армія несе визволення від «більшовицько-жидівського ярма».
Одним із перших розпоряджень новопризначеного полтавського окружного комісара став наказ розстріляти всіх заарештованих, які перебували у полтавських в'язницях. Їх роздягнули догола, вантажними автомобілями вивезли до глинища, що було за школою № 27, і на пострах населенню міста серед білого дня розстріляли з кулеметів. Поміж людьми ходили чутки, що німці того разу розстріляли не менш ніж 600 душ.
Згідно з розпорядженням Полтавського гебітскомісара від 2 листопада 1942 р., сім'ї остарбайтерів мали забезпечуватися продуктами харчування за твердими цінами зі складів районних споживчих товариств, але за умови, що ті сумлінно працюватимуть на сільськогосподарських роботах. У противному разі допомога припинялася.

### Адміністративний поділ
Округа поділялася на 5 районів (нім. Rayons):
- Район Нехвороща (Rayon Nechworoschtscha),
- Район Нові Санжари (Rayon Nowyje Senshary),
- Сільський район Полтава (Rayon Poltawa-Land),
- Міський район Полтава (Rayon Poltawa-Stadt),
- Район Решетилівка (Rayon Reschetilowka) [2].

Їхні межі збігалися з тогочасним радянським адміністративним поділом. При цьому зберігалася структура адміністративних і господарських органів УРСР.

### Межі
На півночі округа Полтава межувала з округою Опішня, на заході — з округою Миргород, на південному заході на вузенькому проміжку — з округою Кременчук, на півдні — з  округою Кобеляки, на південному сході по річці Оріль — з Петриківським ґебітом генеральної округи Дніпропетровськ та на вузенькому проміжку з територією планованої генеральної округи Харків, а на північному сході — з округою Карлівка.

### Кадрова політика і управління
Кадри для окупаційної адміністрації добиралися, як правило, з числа людей, які зазнали від радянської влади репресій або тих чи інших утисків. Служити німцям погоджувалися і ті, хто звик керувати за радянських часів, або просто охоплені жадобою влади. В умовах окупації формально існувало і місцеве самоврядування, коло повноважень якого обмежувалося суто господарськими справами та підтриманням «нового порядку» на загарбаних німцями землях. Воно складалося з міських і сільських управ, бургомістрів у містах та старост районів і сіл. Місцеве самоврядування спиралося на власний апарат примусу — допоміжну українську поліцію, яка формувалася пересічно з розрахунку один поліцай на сто дорослих жителів. У кожному з районів Полтавського ґебіту налічувалося близько 500 поліцаїв. До них належали невдоволені радянською владою люди, колишні червоноармійці, які потрапили в оточення і залишилися на окупованій території, та юнаки, які в такий спосіб уникали примусового відправлення на роботи в Німеччину. Служба у поліції приваблювала охочих також можливістю істотного поліпшення матеріального становища (гарна платня, безкоштовне паливо і продовольчий пайок тощо) та безконтрольної влади над людьми.  
Всі керівні посади в ґебітскомісаріаті обіймали німці, головним чином з числа тих, що не підлягали мобілізації до вермахту. Лише старостами районів і сіл призначалися лояльні до окупантів місцеві жителі або фольксдойчі.

### Судочинство
З переходом території Полтавського ґебіту з підпорядкування фронтового німецького командування у відання цивільних окупаційних властей було запроваджено так звані «німецькі суди», які розглядали цивільні справи німців, фольскдойче і українців, якщо вони не підлягали військовим, поліційним або судам СС. Поряд з «німецькими» продовжували діяти і воєнно-польові суди. Право виносити рішення у карних справах належало також ґебітскомісарам, а в окремих випадках — і районним старостам. 
Перші окупаційні судові установи на Полтавщині з'явилися ще до введення тут цивільного німецького управління. Український нотаріат почав працювати у Полтаві з березня 1942 року, а в грудні цього ж року розпочали роботу і призначені генеральним комісаром з Києва шліхтери та шефени (мирові судді) у цивільних і карних справах. 
1 липня 1942 року у Полтаві було зареєстровано в ґебітскомісаріаті і затверджено в генеральному комісаріаті в Києві бюро правничих порадників (юридичних консультантів). Їм надавалося виключне право писати заяви і скарги до судових установ, давати консультації місцевому населенню з правничих питань та представляти його інтереси у приватних справах перед німецькими мировими судами. Шліхтерам і шефенам надавалося право розглядати цивільні справи за позовами полтавців на суму до 30 000 карбованців, а також карні справи з покаранням до двох місяців ув'язнення та грошовим штрафом до 10 000 карбованців. 
Судочинство в німецьких судах відбувалося публічно, у разі потреби викликалися свідки і експерти. Вирок у цивільних справах можна було оскаржити протягом одного місяця, а в карних справах — упродовж трьох днів у касаційній камері, яка існувала в ґебіті. Апеляційна скарга подавалася до канцелярії ґебітскомісара. Він же особисто затверджував і вироки у карних справах. У Полтавському ґебіті судові установи відкрилися лише влітку 1943 року в кожному з 4 районів: Полтавському, Нехворощанському, Новосанжарському і Решетилівському. Юридичну службу в ґебіті очолював Віктор Домбровський. 
Винесені вироки у справах, що розглядалися «німецькими судами», важко назвати правосуддям . 
Одночасно з «німецькими судами» в 1943 році почали створюватися і українські судові установи. Німці встановили такі посадові оклади для їхніх службовців: суддя одержував стільки ж, як і староста району — 950 крб., секретар суду — 480 крб., діловод — 400 крб., судовий виконавець — 340 крб. 
З уваги на те, що окупаційні судові установи на Полтавщині почали створюватися напередодні визволення її від німців, якоїсь помітної ролі в системі окупаційної адміністрації вони відіграти не встигли.

### Демографія
3 метою обліку і контролю населення наприкінці 1941 року німці провели перепис. За його даними, в адміністративному центрі округи Полтава налічувалося 89 310 жителів (проти близько 130 тисяч напередодні війни), у тому числі 31 тисяча дітей віком до 16 років. За час окупації чисельність населення Полтави зменшилася, головним чином через винищення німцями євреїв та відтік жителів міста на село. Станом на 1 травня 1942 року у місті мешкало 73 915 жителів, з яких чоловіки становили 28238 (38,7 відсотків), а жінки — 45176 (61,3 відсотка). За національним складом українців було 68683 (93,1 відсотка), росіян — 3839 (5,3 відсотка), інших — 1193 (1,6 відсотка). 
У період німецько-нацистської окупації народжуваність полтавців перевищувала смертність. Так, у Полтавському районі протягом 1942 року народилося 1459 дітей, а померло 724 жителі. Протягом першого півріччя 1943 року народилося 489, померло 318. Та безповоротні втрати населення відбувалися не лише внаслідок природної смерті: мирні жителі гинули під час авіанальотів, підривалися на численних, закладених обома протиборчими арміями мінах.

### Господарство

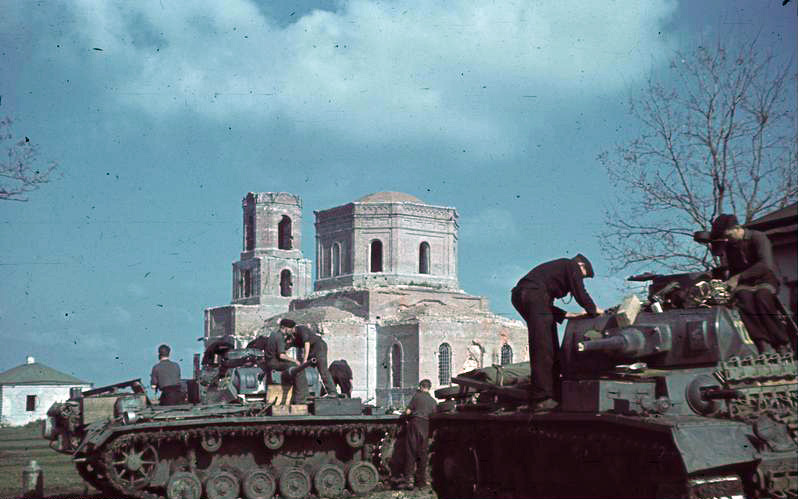
Німецькі солдати лагодять танки і поповнюють припаси, Полтава, осінь 1942 р.

Попри те, що на теренах Полтавщини у 1941 році не було великих боїв, господарство області було вщент зруйноване, адже під час поспішного відступу радянські війська намагалися вивезти або знищити за собою все, що в майбутньому міг використати ворог. Господарський занепад тривав і під час окупації.
Водночас, у селах Полтавщини в роки окупації продовжувалося будівництво, незважаючи на воєнні лихоліття і нестатки. Основними забудовниками тут були репресовані в добу колективізації «куркулі», які за час окупації повернулися до рідних домівок. У Полтавському районі садиби за межами сіл як результат збільшення присадибних ділянок одержали близько 400 колгоспників. Уже в перші місяці окупації німці повернули колгоспникам відрізані до 1939 р. надлишки присадибних ділянок, але з розрахунку, щоб загальна площа ділянки не перевищувала 0,8 га. Одначе цієї поступки виявилося замало і, починаючи з весни 1942 р., окупанти стали на шлях збільшення розмірів присадибних ділянок до одного гектара. Це насамперед стосувалося тих, хто проявляв старанність у роботі і лояльне ставлення до німців. Одночасно з цим відбувалося закріплення присадибних ділянок, які звільнялися від оподаткування, у приватну власність. Вручення відповідних документів перетворювалося на помпезний пропагандистський спектакль і видавалося за подарунок німців українському селянству. 
Німці повністю зберегли колгоспи — «ідеальну форму експлуатації селян». Спочатку окупанти назвали їх громадськими дворами.
З квітня 1942 р. розпочалося перетворення громадських дворів на хліборобські спілки, що зводилося до зміни назви і не змінювало їхньої феодально-кріпосницької суті та проходило під контролем створених нацистами районних сільськогосподарських комендатур. Метою утворення спілок було прагнення німців зробити працю колгоспників продуктивнішою, зв'язавши їх круговою порукою у межах 8-10 дворів, тим самим підвищивши врожайність і збільшивши поставки продовольства в Німеччину. Упродовж 1942 р. у Полтавському районі статусу хліборобських спілок набули 9 громадських дворів (1238 селянських господарств одержали 7355 га орної землі), а протягом першої половини 1943 р. — ще 13 (2220 дворам було надано 12933 га землі, у тому числі 8687 га ріллі). Загалом у Полтавському гебіті в 1942 р. налічувалося 27 хліборобських спілок, а в 1943 р. — 71. Найкращими з них, на думку окупантів, були Ватажківська, Калашниківська, Миньківська і Бузово-Паськівська, а перше місце за врожайністю у 1942 р. посів Новосанжарський район.
В умовах окупації продовжували працювати і МТС, які німці називали державними машинно-тракторними базами. 
Німецькі обов'язкові поставки продовольства з селянського двору були удвоє менші, ніж за радянської влади. Це привело до того, що за німців українське (і зокрема, полтавське) село зажило заможніше, ніж до війни.

### Валюта
Восени 1942 року замість радянських грошових знаків почали вводитися так звані «українські гроші», або окупаційні марки, номіналом 5, 10, 20, 50, 100 і 500 карбованців. Радянські монети і банкноти номіналом в один і три карбованці залишалися в обігу. Обмін радянських грошей на окупаційні марки у співвідношенні один до одного розпочався 14 жовтня і тривав до 3 листопада 1942 року. Офіційний обмінний курс райхсмарки по відношенню до окупаційної марки встановлювався як 1 до 10.

### Освіта

Читанка початкової української школи за часів німецької окупації

9 листопада 1941 року газета «Голос Полтавщини» опублікувала основні засади навчальних планів елементарної (початкової) української школи, розрахованої на вісім років навчання і базованої на класичних принципах європейської і національної педагогіки. До навчальних планів національної школи мали входити основні елементи гуманітарних (мова, література, історія), природничих (природознавство та географія) і математичних (арифметика, алгебра, геометрія) наук. З першого і до останнього року навчання в школі як обов'язкові предмети включалися уроки фізкультури, малювання, співів з музикою і ручної праці, а з огляду на традиції національної освіти — і Закон Божий. У перші місяці німецької окупації навчання в тих поодиноких школах Полтави і округи, які поновили роботу, справді мало національний характер.
16 грудня 1941 року в Полтаві почали працювати тижневі курси підготовки вчителів до роботи в національній українській школі. При міській і районних управах було створено відділи народної освіти. Початкова освіта оголошувалася німцями обов'язковою для українських дітей. Проте досягалося це методами насильства і терору. За неявку до школи або пропуски занять без поважних причин батьків немилосердно штрафували. Більшість шкіл у Полтаві почала працювати з січня 1942 року. У Полтавському районі працювало 72 початкові школи із 166 класами, у яких навчалося близько чотирьох тисяч дітей, тоді як у районі налічувалося 8258 дітей шкільного віку. У Нехворощанському – діяло 28 шкіл (3437 учнів). Навчальні програми для початкових українських шкіл включали, зокрема, такі предмети як вітчизнознавство (українознавство), яке вивчалося в третіх і четвертих класах і складалося з 18 тем, у тому числі: Україна — наша Вітчизна, наша родина, рідна оселя, сад, город, пори року, свійські тварини, луки і ліси тощо. Останню тему («Друзі і вороги нашої Вітчизни») взято з фашистської пропаганди (її тези: Совєти — найзліший ворог українського народу; що було за Совєтів? Німеччина — визволителька українського народу). З курсу арифметики в першому класі учні мали засвоїти дії до 100, у другому — до 1000, у третьому — вивчити дроби, у четвертому — додавати і віднімати на рахівниці. Українська мова мала вивчатися протягом усіх чотирьох років. З ініціативи населення в багатьох школах запроваджувалося вивчення основ православ'я. У полтавських школах Закон Божий почали вивчати з 15 квітня 1942 року. Успішність учнів, як і відвідування ними школи, залишалися низькими. Робота шкіл перебувала під повним контролем окупаційної адміністрації, яка на свій розсуд диктувала умови і зміст навчання, безцеремонно втручалася у навчальний процес і в будь-який час могла його перервати. Заробітна плата педагогічних працівників практично залишалася на рівні радянських часів.
Значно менших втрат, порівняно із загальноосвітніми, зазнали в часи окупації професійні, передусім сільськогосподарські, школи та технікуми. Їх мережа навіть розширилася. Це пояснюється тим, що німці приділяли особливу увагу сільському господарству України. Так, у Полтаві працював сільськогосподарський технікум. У Новосанжарському районі було відкрито сільськогосподарські професійні школи  у Старих Санжарах, Малій Перещепині і Тагамлику. У Нехворощанському районі у вересні 1942 року розпочали роботу п'ять початкових сільськогосподарських шкіл з дворічним строком навчання: у Нехворощі, Соколянці, Михайлівці, Маячці і Рясках. Випускники цих шкіл могли продовжувати навчання у середніх сільськогосподарських школах. Наприкінці лютого 1942 року на базі Полтавського сільськогосподарського інституту відкрилася школа з трирічним строком навчання, яка мала готувати агрономів і зоотехніків. Директором школи німці призначили професора В. Упорова, але над ним поставили свого «шефа» — зондерфюрера Дайтмера. Слухачами школи стали колишні студенти сільськогосподарського і педагогічного інституту — всього близько 250 осіб, здебільшого дівчата. У вересні 1942 року на перший курс школи було прийнято ще 64 студенти. Викладачами в школі працювало 6 професорів, 2 доценти, 2 старші викладачі й 2 асистенти. Навчання проходило за німецькою методикою, але майже всі навчальні предмети викладалися українською мовою. У 1943 році відбувся єдиний випуск слухачів школи: її закінчив 51 студент. 8 професійних шкіл Полтави (сільськогосподарська, землевпорядна, фармацевтична, музична, художньо-промислова, фельдшерська, деревообробна і реміснича) охоплювали  1960 учнів. На початку лютого 1942 року в Полтаві почали працювати дитяча музична школа імені М. Леонтовича та музичне училище імені М. Лисенка. 
Відновили роботу, хоча й не повністю, також дошкільні заклади Полтавщини. На більш як 78 тисяч жителів Полтави діяло 9 дитячих пансіонатів, два притулки для дітей-сиріт та два садки для дітей, чиї батьки були зайняті на виробництві. Не припиняв роботу і Ковалівський дитячий будинок, де виховувалося понад 100 дітей-сиріт, частина з яких була інвалідами. В дитячому будинку працювали дві майстерні, де вихованці здобували необхідні фахові знання з ремонту взуття і лозоплетіння. 4 серпня 1942 року у Паськівці було відкрито другий у Полтавському районі дитячий будинок з початковою школою при ньому, тут перебувало 30 дітей-сиріт. Велику допомогу в їх утриманні, зокрема продуктами харчування, надавали місцеві жителі.
Одним з небагатьох радянських науково-дослідних інститутів, які німці залишили, був Полтавський інститут кормів, переданий у відання німецького тресту державних маєтків (колишніх радгоспів). Очолював інститут Ф. С. Трохименко, заступником з наукової роботи працював Я. М. Савченко, а головним агрономом — С. Ф. Вернигора. Проте вони були лише виконавцями наказів німецького «шефа» доктора Гільдебрандта.
У роки окупації німецькі загарбники відкрили і декілька специфічних навчальних закладів, які готували шпигунів, диверсантів та чиновників окупаційної адміністрації. Майже відразу після вступу нацистів у Полтаву «Абверкоманда» при групі армій «Південь» заснувала розвідувальну школу під кодовою назвою «Оріон». Вона розмістилася у приміщенні колишньої профшколи панчішно-трикотажної фабрики на розі вулиць Монастирської і Пилипа Орлика. Школа мала декілька відділень, на яких готувалися розвідники («ходоки»), радисти і диверсанти. З метою конспірації їх було розкидано по різних районах міста, у тому числі й на території Хрестовоздвиженського монастиря. Щоб запобігти можливим провалам, агентів готували невеликими групами. Контингент шпигунської школи здебільшого складали радянські військовополонені, які не витримували нелюдських знущань у концтаборах, кримінальні злочинці, а часом і безробітні, які потрапляли до школи за направленнями з бірж праці. Курс навчання у школі тривав від 2-3 тижнів до 2-3 місяців. Підготовлених агентів засилали у глибокий тил Радянського Союзу. Німці надавали великого значення полтавській шпигунській школі. Про це свідчить той факт, що у квітні 1942 року її відвідав керівник німецької армійської розвідки адмірал Канаріс. У середині 1942 року радянській контррозвідці вдалося проникнути до «Оріону» і одержати інформацію про її структуру, особовий склад та програму підготовки шпигунів. Після цього німецькому абверу нічого не залишалося, як у квітні 1942 року закрити свою розвідшколу у Полтаві через її повну реконспірацію.
На початку 1942 року у Полтаві відкрилася школа з підготовки поліцаїв, перший набір якої становив 40 слухачів. Згодом їхній контингент значно розширився. Школа перебувала на напівказармовому становищі. У місті існували також курси гестапо, слухачами яких були українці, що вже пройшли певний випробувальний строк у лавах допоміжної поліції. На курсах готували професійних розвідників і терористів, яких згодом закидали літаками на Кавказ, у райони Сталінграду та Казані. З метою вільного пересування на окупованих німцями територіях СРСР агентура користувалася усним паролем «Київ Айнс». Слухачів до цієї школи шпигунів і диверсантів добирали офіцери гестапо і німецької військової розвідки. На курсах навчали методів диверсійно-підривної роботи, використання вибухових речовин, снайперської та радіосправи.

### Культура
У роки окупації Полтава своїм культурним життям була мало схожа на місто воєнного часу. На вулиці Олександрівській, у приміщенні теперішнього торговельного дому «ЦУМ» містився театр Колізей. Також у Полтаві під час окупації діяли 2 кінотеатри, що демонстрували німецькі фільми (окремі з них, з українським перекладом), театралізований ансамбль української пісні та танцю, дитячий (згодом молодіжний) театр з балетною студією та хором, літня естрада у Петровському парку. Наприкінці 1941 року поновив роботу Полтавський історико-краєзнавчий музей. З початку 1942 року його директором став колишній в'язень сталінських таборів Костянтин Мощенко. У березні 1942 року при музеї було започатковано художньо-промислову школу з відділами: килимарським, ткацьким та народної вишивки. Значну частину устаткування та виробів цієї школи розграбували німці, а після капітуляції Німеччини їх вивезли до США.
У березні 1942 уперше за багато років без штучних ідеологічних нашарувань, хоч і за згодою німців, в урочистій обстановці відзначено Шевченківські свята.
18 квітня 1942 року на вулиці Котляревського відкрилась художня майстерня з 12 робітниками. Окрім цього, ще існувала і художньо-декоративна майстерня, де працювали 33 робітники.
На початку 1943 у Полтавському театрі працювало 285 осіб постійного складу, у тому числі 75 хористів і 45 оркестрантів. Такого численного колективу він не мав ні до, ні після війни.
У полтавському будинку-музеї В. Г. Короленка  деякий час мешкав ґебітскомісар Маттерн, який розпоряджався майном музею як власним.